# Янински пашалък
Янинският пашалък (1788-1822) е османско полунезависимо владение с център Янина и Епир. Притежава висока степен на автономия в началото на XIX век.

## Възникване
През 1787 г. Али паша е награден от падишаха с управлението на Санджак Трикала, заради отличното му представяне във войната на султана срещу Свещената Римска империя. Това обаче не е достатъчно, за да задоволи амбициите на Али и през 1788 г. той мести седалището си в Янина, която се превръща в негова основна властова база за следващите 33 години. По подобен начин процедира и Осман Пазвантоглу във Видин, с който Али е земляк и прекрасно се познава от службата в еничарския корпус.
Базирайки се стратегически в Янина, Али осъществява контрол де факто и върху цяла Континентална Гърция и Пелопонес, или директно, или чрез своите синове. Примерно Вели паша подига два сарая в Тирнаво и Дечани, управлявайки от тях цяла Османска Тесалия.

## Управление
Поетът Джордж Байрон посещава Али паша в Янина през 1809 г. и срещата му с него е отразена в „Странстванията на Чайлд Харолд“. Англичаните остават със смесени чувства към Али и неговия пашалък. Въпреки това отбелязват, че тиранинът Али насърчава просвещението в гръцки дух, което царяло в Янина по това време.
През 1820 г., Али паша става изключително опасен за Високата порта и султан Махмуд II издава тайна заповед за екзекуцията на Али. Причината е подкрепата на Али паша за гръцките въстаници и в частност за сулиотите, които на брой 3000 въоръжени мъже се присъединили към личната армия на янинския паша, която била в състав от 20 000 верни му еничари. По тази причина на гръцкия фронт бил изпратен през владенията на пашата - шкодренския паша. На 4 декември 1820 г. Али паша и сулиотите създават обща антиосманска коалиция, като Али ги помилва за въстанието срещу властта му известно в историографията като сулиотска война. Освен това със сулиотите го свързва общ произход. 
През януари 1822 г. османски агенти на султана екзекутират Али паша и изпращат главата му на султана с което личния му пашалък престава да съществува. Властта в него се е дължала и държала от Али. Янинският пашалък е слят със съседния пашалък Берат и е създаден Янински вилает на територията на бившите санджаци на Янина, Берат, Гирокастра и Превеза.